# Złota Góra (Łódź)
Pour les articles homonymes, voir Złota Góra.
Złota Góra est une localité polonaise de la gmina de Skomlin, située dans le powiat de Wieluń en voïvodie de Łódź.